# ماریون باری
ماریون باری (انگلیسی: Marion Shepilov Barry, Jr.؛ زاده ۶ مارس ۱۹۳۶ - درگذشته ۲۳ نوامبر ۲۰۱۴) یک سیاست‌مدار اهل ایالات متحده آمریکا بود.